# حوض رسوبي
الحوض الرسوبي أو حوض الترسيب (Sedimentary basin) هو منطقة أرضي منخفض يحتوي على رواسب سميكة في الداخل ورواسب رقيقة عند حوافه. مع مرور الزمن تطمر كميات ضخمة من الرسوبيات مما يؤدي لزيادة الضغط وتبدأ عملية تحجر الرواسب (تحولها من فتات إلى كتل صخرية متماسكة). وتنسب الأحواض الرسوبية إلى الصخور الرسوبية.
تحدث الأحواض الرسوبية في بيئات جيولوجية متنوعة ترتبط عادةً بالنشاط التكتوني للصفائح. تشمل العمليات التكتونية التي تؤدي إلى التغور: ترقق القشرة الأرضية؛ التحميل الرسوبي أو البركاني أو التكتوني؛ أو تغيرات في سمك أو كثافة الغلاف الصخري المجاور.
تُصنف الأحواض من خلال وضعها التكتوني (متباعد، متقارب، متحول، داخل الصفيحة)، وقرب الحوض من هوامش الصفيحة النشطة، وما إذا كانت القشرة المحيطية أو القارية أو الانتقالية تقع تحت الحوض. تتنوع الأحواض التي تشكلت في أنظمة تكتونية مختلفة من حيث إمكانية الحفاظ عليها.، من المرجح أن تكون الأحواض مغمورة على القشرة المحيطية، بينما قد تكون الأحواض القارية الهامشية محفوظة جزئيًا، كما أن الأحواض داخل الكراتونية لديها احتمالية عالية للحفظ.
الأحواض الرسوبية ذات أهمية اقتصادية كبيرة. معظم الغاز الطبيعي والنفط في العالم يُعثر عليهما تقريبًا في هذه الأحواض، والفحم الحجري يُعثر عليه في الصخور الرسوبية. عُثر على عديد خامات المعادن في الصخور الرسوبية التي تشكلت في بيئات رسوبية معينة.

## أنواع الأحواض الرسوبية
تأخذ الأحواض الرسوبية شكل منخفضات قارية أو محيطية لها شكل دائري أو بيضوي وتستقر فوق قواعد صخرية ترجع إلى الأزمنة الجيولوجية القديمة ويمكن التمييز فيها بين نوعين:
- أحواض رسوبية قديمة تستقر داخل القارات فوق قاعدة غرانيتية وقد ملأتها الرواسب خلال مختلف الحقب الجيولوجية وشكلت فيما بعد مجالا لنشوء تضاريس بنيوية مختلفة كما هو الحال في أحواض المسطحات أو في الأحواض الانهيارية.
- أحواض رسوبية حديثة تتواجد على هوامش القارات (أحواض محيطية) ولا تزال أوساطا لتراكم الرواسب ونأخذ مثالا لذلك الأحواض الرسوبية المستقرة على الهوامش القارية غير النشيطة.

وتتلقى مختلف هذه الأحواض رواسب نقلت انطلاقا من الوحدات التضاريسية المحيطة بها وقد يكون الإرساب فيها منتظما أي أنه يعرف سيادة سبر صخري واحد كما هو الحال في الأحواض المدارية وقد يتباين عموديا وأفقيا ويعكس هذا التباين اختلافا في ظروف الإرساب من جهة وفي طبيعة المواد المرسبة من جهة أخرى:
- التباين العمودي: هو تعاقب لطبقات صخرية متصلبة وأخرى هشة على السلم الستراتغرافي (سلم التطبق) كتعاقب طبقة الكلس على طبقة الطفل ويسود هذا النمط من الإرساب في الأحواض الرسوبية الكبرى كحوض باريس مثلا.
- التباين الأفقي: يفسر بوجود لحام يقوي صلابة الصخور محليا من جهة وباتصال ناتج عن حركات انكسارية بين طبقتين أو أكثر من جهة أخرى كما يتباين الإرساب أفقيا في الأحواض الرسوبية التي تحيط بها تضاريس جبلية بحيث تتراكم المفتتات الخشنة عند قدم الجبال وتتصلب على شكل رصيص بينما ترسب المجاري المائية مفتتات دقيقة تعطي بعد تصلبها صخور طفلية أو كلسية.

ويختلف انتظام الطبقات الصخرية في الأحواض الرسوبية حسب ظروف الإرساب السائدة إذ بينما يكون توضع الطبقات أفقيا في الأوساط التي توفر ظروف إرساب هادئ (وسط الأحواض) تهيئ الانحدارات تطبقا مائلا وهو ما يحدث على الدلتاوات (هوامش الأحواض الرسوبية).
من الأمثلة على الأحواض الرسوبية في العالم:
- بحر الشمال
- البحر الأحمر
- حوض لوس أنجلوس